# Stephen Schwartz

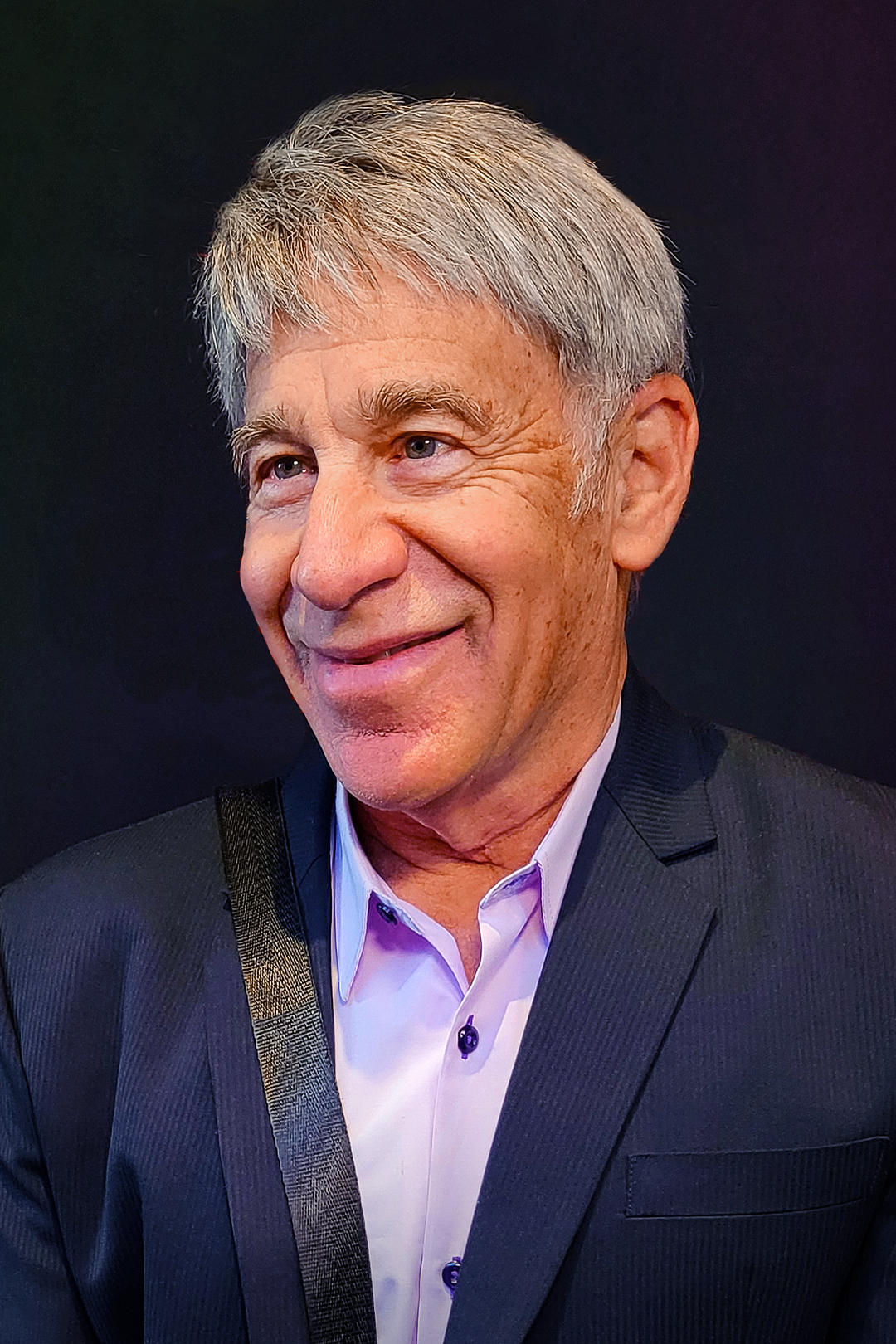
Stephen Schwartz

Stephen Lawrence Schwartz (New York, 6 maart, 1948) is een Amerikaanse tekstschrijver en componist.
Schwartz schreef musicals als Godspell (1971), Pippin (1972) en Wicked (2003) en teksten voor tekenfilms als Pocahontas (1995), De Klokkenluider van de Notre Dame (1996) en Enchanted (2007). Schwartz won drie Grammy Awards, drie Academy Awards en kreeg zes Tony Award nominaties.

## Biografie
Schwartz groeide op nabij Williston Park en bezocht de Mineola High School. Hij studeerde piano en compositie aan het Juilliard School of Music en studeerde af aan de Carnegie Mellon University in 1968 met een BFA in Drama.

### Musicals
- Butterflies Are Free (1969), titelsong
- Godspell  (1971) ,tekst en muziek (twee  Grammys)
- Mass (1971), Engelse teksten (in samenwerking met Leonard Bernstein)
- Pippin (1972), tekst en muziek
- The Magic Show (1974), tekst en muziek
- The Baker's Wife (1976), tekst en muziek
- Working (1978)
- The Trip (1986), 20 jaar later herzien, uitgebreid en geproduceerd als Captain Louie
- Contact (1985), muziek
- Rags (1986), tekst
- Children of Eden (1991), tekst en muziek
- Wicked (2003), tekst en muziek
- Snapshots, 2005, tekst

### Boeken
- The Perfect Peach (1977) kinderboek

### Films
- Godspell (1973), tekst en muziek
- Pocahontas (1995), tekst
- De Klokkenluider van de Notre Dame (1996), liedteksten
- Geppetto (2000)
- De Prins van Egypte (1998), tekst en muziek
- Enchanted (2007), tekst